# Dobiegniew
Dobiegniew là một thị trấn thuộc huyện Strzelecko-drezdenecki, tỉnh Lubuskie ở tây Ba Lan. Thị trấn có diện tích 6 km². Đến ngày 1 tháng 1 năm 2011, dân số của thị trấn là 3169 người và mật độ 557 người/km².